# Амаретто
Амаретто (итал. amaretto — горьковатый) — итальянский алкогольный напиток класса амаро, тёмно-коричневый ликёр на основе миндаля и/или абрикосовых ядрышек и пряностей. Содержание спирта 21—30 % об., сахара около 30 г/литр.
Выделяется из амаро именно по обязательному присутствию в составе миндаля и/или абрикосовых ядрышек, благодаря чему приобретает характерный привкус, напоминающий марципан, имеет аромат миндального ореха. Родиной амаретто считается район Саронно.
Амаретто изготавливают из сладкого и горького миндаля с добавлением ванили и других ароматических кореньев и трав. Миндаль заливают виноградным сиропом, чтобы амигдалин, который содержится в горьком миндале, разложился во время перегонки.
Квадратная бутылка — «визитная карточка» ликёра амаретто. Существует красивое предание, что мастера-стеклодувы острова Мурано придумали эту уникальную форму, чтобы даже на ощупь в темноте можно было определить, что же именно вы льёте себе в бокал.
Употребляют амаретто со льдом, в составе коктейлей, добавляют в чай или кофе. Также его используют в кондитерском производстве — для пропитывания коржей, добавляют в выпечку и десерты.
Наиболее известный первый вид итальянского амаретто выпускается с 1525 года и называется Disaronno Amaretto Originale (Дисаронно Амаретто Ориджинале). Кроме итальянских брендов (например Lazzaroni, Luxardo) амаретто также производят в Нидерландах (бренды Bols, DeKuyper).